# Henri Filippini
Pour les articles homonymes, voir Filippini.
Henri Filippini est un journaliste, critique et historien de la bande dessinée français né le 22 août 1946 à Redon.

## Biographie

### Enfance
Henri Filippini naît en 1946 à Redon d'un père italien ayant fui l'Italie fasciste et d'une mère française.

### Vie professionnelle
Il interrompt ses études à la fin du collège et il commence à travailler vers 1963 en tant qu'« homme à tout faire » dans l'entreprise de son père, et ce jusqu'en 1969. Dès la fin des années 1960, il entre dans l'équipe des critiques du magazine Phénix de Claude Moliterni. En 1970, il publie des interviews d'auteurs de bande dessinée dans Miroir du Fantastique.
II entre en contact avec des membres du CELEG et Claude Moliterni le contacte pour lui proposer un emploi à Paris : représentant commercial pour la SERG. Après deux années à ce poste, Filippini vit de « petits boulots ». Il commence à rédiger des articles sur l'actualité de la bande dessinée pour Alfred, le bulletin de la Société française de bandes dessinées (SFBD), un travail de rédaction qu'il poursuit ensuite le reste de sa vie dans d'autres revues comme Circus — dont il est le plus longtemps rédacteur en chef —, Gomme ! — dont il est également rédacteur en chef —, puis Vécu, DBD et L'Immanquable,. Il collabore aussi avec France-Soir à partir de 1972. Filippini s'associe à Moliterni et Pierre Couperie avec le projet d'écrire une Encyclopédie de la bande dessinée. La prépublication des premières lettres (jusqu'à la lettre G) de cette encyclopédie se fait dans Tintin (édition belge) à partir de 1972 ; seuls deux volumes paraissent en 1974 et 1975.
Vers 1973, Henri Filippini est engagé par Hachette puis rejoint Glénat en 1976. Il avait rencontré Jacques Glénat en 1969. Il écrit les scénarios de quelques bandes dessinées pour Glénat et Dargaud et de nombreux scénarios pour « l’éditeur de bandes dessinées érotiques Jean Carton ». En 1977 paraît le premier livre portant sa signature, Les Années cinquante. Il est l'auteur d'une Encyclopédie de la bande dessinée érotique et, chez Glénat, il dirige la « collection du Marquis ». Il est l'auteur d'un guide : Guide de la bande dessinée pour la jeunesse. Ce guide (édité chez Bordas) classe, par thèmes et chronologiquement, les différentes séries de bande dessinée (comprenant comics, manga et presse) du début du siècle dernier à nos jours.
Directeur de la collection « Bulle Noire », il publie de nombreux auteurs dont Éric Chabbert et Daniel Bardet pour Docteur Monge, Jean-Charles Kraehn, Jean-François Miniac et François Rivière pour Outsiders.
Henri Filippini est l'un des principaux collaborateurs des éditions Glénat. Après 35 ans dans la société, il la quitte en 2010.
Parallèlement, Filippini est un collaborateur régulier du site d'informations BDZoom pour lequel il avait rédigé1368 articles en date du 12 décembre 2022.

### Vie privée
Filippini est marié et vit en Touraine.

## Publications
Ouvrages sur la bande dessinée
- Claude Moliterni (dir.), Henri Filippini (Auteur), François Dionnet (Auteur), Georges Fronval (Auteur), Pierre Couperie (Auteur), André Leborgne (Auteur) et Édouard François (Auteur), Histoire de la bande dessinée d’expression française, Ivry, SERG, coll. « Phénix », 1972, 136 p., ill. (OCLC 165030584, présentation en ligne).
- Pierre Couperie (Auteur), Claude Moliterni (Auteur) et Henri Filippini (Auteur), Encyclopédie de la bande dessinée : A - C/ap, t. 1, Ivry, SERG, 1974, 173 p., ill. ; 33 cm (OCLC 461388951, présentation en ligne)
- Pierre Couperie (Auteur), Claude Moliterni (Auteur) et Henri Filippini (Auteur), Encyclopédie de la bande dessinée : C/ap - D/ea, t. 2, Ivry, SERG, 1975, 139 p., ill. ; 33 cm (OCLC 461388954, présentation en ligne)
- Henri Filippini, Alain Arrighi (Illustrateur), Gérard Guégan (Illustrateur) et Gérard Perez (Illustrateur), Carnet de dédicaces, Ivry, SERG, coll. « Collection BD », 1974, 64 p., ill. ; 27 cm (OCLC 46152131, présentation en ligne)
- Henri Filippini, Michel Bourgeois (Auteur) et Christian Godard (Illustrateur), La Bande dessinée en 10 leçons : de Zig et Puce à Tintin et Astérix., Paris, Hachette, coll. « En 10 leçons », 1976, 174 p., ill. ; 20 cm (ISBN 9782010024467 et 2-0100-2446-X, OCLC 461545632, présentation en ligne)
- Henri Filippini, Les Années cinquante, Grenoble, Glénat, coll. « b.documents », 1977, 173 p., ill. ; 21 cm (ISBN 9782723400572 et 2-7234-0057-3, OCLC 418259052, présentation en ligne)
- Henri Filippini, Histoire du journal pilote et des publications des éditions Dargaud, Grenoble, J. Glénat, 1977, 141 p., ill. ; 29 cm (ISBN 9782723400381 et 2-7234-0038-7, OCLC 417952044, présentation en ligne)
- Henri Filippini, Histoire du journal et des éditions Vaillant, Grenoble, J. Glénat, 1978, 128 p., ill. ; 29 cm (OCLC 419226550, présentation en ligne)
- Henri Filippini, Jacques Glénat, Numa Sadoul et Yves Varende, Histoire de la bande dessinée en France et en Belgique des origines à nos jours, Grenoble, Glénat, 1980, 158 p., ill. ; 32 cm (ISBN 9782723401371 et 2-7234-0137-5, OCLC 920924930, présentation en ligne).
- Henri Filippini, Petite histoire de l'érotisme dans la BD : Des origines à nos jours !..., Paris, Yes Company, 1988, 129 p., ill. ; 32 cm (ISBN 9782907294058 et 2-907294-05-9, OCLC 717312604, présentation en ligne)
- Henri Filippini, Dictionnaire de la bande dessinée[10], Paris, Bordas, 1989, 731 p., ill. (ISBN 2-04-018455-4, OCLC 1244909550, BNF 35065653, présentation en ligne)
- Henri Filippini, Dictionnaire thématique des héros de bandes dessinées, vol. 1 : Histoire Western, Grenoble, Glénat, 1992, 448 p., ill. ; 27 cm (ISBN 9782723414791 et 2-7234-1479-5, OCLC 221454077, présentation en ligne)
- Henri Filippini, Les Italiennes, Paris, Média 1000, coll. « Petite histoire de l'érotisme dans la BD » (no 2), 1994, 156 p., ill. ; 18 cm (ISBN 9782865647309 et 2-8656-4730-7, OCLC 463973737)
- Henri Filippini, Encyclopédie de la bande dessinée érotique[11],[12], Paris, La Musardine, 15 octobre 1997, 286 p., ill. ; 26,8 cm (ISBN 9782842710248 et 2-8427-1024-X, OCLC 247762556, présentation en ligne)
- Henri Filippini, Dictionnaire encyclopédique des héros et des auteurs de BD, vol. 1, Grenoble, Glénat, Opéra Mundi, 1998, 789 p., ill. ; 29 cm (ISBN 9782723427357 et 2-7234-2735-8, OCLC 41279751, présentation en ligne)
- Henri Filippini, Dictionnaire encyclopédique des héros et des auteurs de BD, vol. 2, Grenoble, Glénat, Opéra Mundi, 1999, 821 p., ill. ; 29 cm (ISBN 9782723427852 et 2-7234-2785-4, OCLC 490701903, présentation en ligne)
- Henri Filippini, Dictionnaire encyclopédique des héros et des auteurs de BD[13], vol. 3, Grenoble, Glénat, Opéra Mundi, 2000, 892 p., ill. ; 29 cm (ISBN 9782723428323 et 2-7234-2832-X, OCLC 492474143, présentation en ligne)
- Henri Filippini, Guide de la bande dessinée pour la jeunesse, Paris, Bordas, 2006, 319 p., ill. ; 21 cm (ISBN 9782047321157 et 2-04-732115-8, OCLC 300354797, présentation en ligne)

Articles dans des magazines de bande dessinée
- Notamment dans Miroir du Fantastique[3] ; Phénix[14] ; Tintin ; Circus ; Les Cahiers de la bande dessinée / « Schtroumpf »[15] ; Gomme ! ; Vécu ; Hop ![16] ; Submarine ; BoDoï[17] ; Virus[18]; Yéti[19] ; dBD[20] ; L'Immanquable[6].

Albums de bandes dessinées
- Avec Robert Hugues :
  - Les Aventures de Cléo (tomes 8 et 9)
  - L’Institution Marie-Madeleine (3 tomes parus)
  - La Reine Margot (1 tome paru) d'après Alexandre Dumas (père)
  - Les 3 Mousquetaires (1 tome paru puis intégrale des tomes 1 et 2) d'après Alexandre Dumas (père)
  - Les Confidences de Nado (tomes 4 et 5)

- Avec d’autres dessinateurs :
  - Cholms et Stetson (2 tomes parus) avec Jean-Louis Le Hir[2]
  - Fiona (1 tome paru) avec Jean Foxer
  - Kronos (2 tomes parus) avec Pierre Dupuis[2]
  - Les Aventures de Frédéric Joubert (3 tomes parus) avec Christian Rossi[2]
  - La Clinique de tous les désirs / Docteur Sex (3 tomes parus) avec Arcor Angelo Di Marco
  - Le Jardin sanglant (1 tome paru) avec Pierre Wininger[2]

Divers
- Les romans photos du professeur Choron

## Réception

### Prix et distinctions
- 1974[21] :  Prix Yellow-Kid honorifique pour son volume-hommage à Alain Saint-Ogan (avec Maurizio Bovarini) ;
- 1990[22] :  Prix Yellow-Kid à disposition du jury, pour l'ensemble de son œuvre.

#### Livres
: document utilisé comme source pour la rédaction de cet article.
- Jean-Louis Lechat, Un demi-siècle d’aventures t. 2 : 1970 - 1996, Bruxelles, Le Lombard, 5 décembre 1996, 224 p., ill. (ISBN 280361233X, OCLC 37995939, BNF 37539082, présentation en ligne), p. 19, 26, 33. .
- Philippe Mellot, Michel Denni, Laurent Turpin et Isabelle Morzadec, Trésors de la bande dessinée : BDM 2021-2022 - Catalogue encyclopédique & Argus, Paris, Les Arènes, novembre 2020, 1700 p., ill. ; 23 cm (ISBN 9791037502582, OCLC 1240308146, présentation en ligne), p. 247, 261, 437, 579, 632, 685, 955. .

#### Périodiques
- Yves-Marié Labé, « Le " Gaffiot " du 9e art », Le Monde des livres,‎ 25 décembre 1998
- (en) Andre Prevost, « Book Reviews: Dictionnaire de la bande dessinee », Journal of Popular Culture, Blackwell Publishing Ltd., vol. 24,‎ été 1990, p. 182

#### Articles
- Didier Pasamonik, « Henri Filippini veut qu’on lui rende son Fluide », ActuaBD,‎ 29 août 2015 (lire en ligne, consulté le 12 décembre 2022)
- Nicolas Gary, « Henri Filippini déclenche une douche "Glacial" contre Fluide », ActuaLitté,‎ 31 août 2015 (lire en ligne, consulté le 12 décembre 2022)